# 章嘉召
章嘉召，清朝赐名“广福寺”，位于内蒙古自治区呼和浩特市，是一座藏传佛教格鲁派寺院。章嘉召是呼和浩特地区“八小召”之一。

## 简介
章嘉召位于呼和浩特旧城小召以南，最初是土默特参领章京扎布于清朝乾隆年间所建的家庙。乾隆三十年（1765年）施于章嘉呼图克图三世。同年，清廷赐名“广福寺”。
章嘉召早已不复存在，仅留下地名。